# Coupe du Golfe des clubs champions
La Coupe du Golfe des clubs champions (en arabe كأس الخليج للأندية ; en anglais Gulf Club Champions Cup) est une compétition annuelle de football disputée entre les clubs de la région d'Arabie.

## Histoire
La compétition voit sa première édition organisée en 1982. Six nations envoient le vainqueur de leurs championnats respectifs : l'Arabie saoudite, les Émirats arabes unis, le Koweït, Bahreïn, le Qatar et le sultanat d'Oman. Peu d'informations sont conservées de cette édition, mis à part le vainqueur, Al Arabi Koweït et le deuxième du classement, Riffa Club, de Bahreïn. 
Durant les années 1980 et 1990, ce tournoi fait également office de phase éliminatoire pour la Ligue des champions arabes, dont il est un groupe de qualification. Suivant les éditions, le vainqueur (et le deuxième) se qualifie pour la phase finale de la Ligue des champions arabes. Ce mode de fonctionnement cesse en 2003 avec la nouvelle mouture de la Ligue des champions, qui fonctionne aujourd'hui avec des tours préliminaires à élimination directe.
Avec l'expansion de la Ligue des champions de l'AFC, qui permet à plusieurs membres de l'UAFA de qualifier jusqu'à quatre équipes (comme l'Arabie saoudite, par exemple), ce ne sont plus les champions qui prennent part à la Coupe des clubs champions du golfe Persique, mais les équipes bien classées en Championnat et non qualifiées pour la Ligue des champions de l'AFC, voire parfois des équipes invitées par l'UAFA. Ce système d'allocation des places permet à certains clubs de se relancer après une saison moyenne : par exemple, les deux derniers vainqueurs avaient terminé dans la deuxième moitié du classement de leurs championnats respectifs la saison précédant leur succès.
L’Arabie saoudite domine assez largement sur le plan des résultats, puisque ses clubs ont remporté 12 titres et atteint la finale à 6 reprises. Toutes les nations ont remporté au moins une fois la compétition, même si Oman (depuis 1989) et le Qatar (depuis 1991) attendent toujours de renouer avec la victoire. Bahreïn a été la dernière nation à voir un de ses clubs être sacré, avec le titre d'Al Muharraq Club lors de l'édition 2012.

## Format

Les pays participants.

Jusqu'en 2005, le format de la compétition est resté identique : chaque nation participante est représentée par le vainqueur de son championnat. Les équipes se retrouvent au sein d'une poule unique et affrontent leurs adversaires une fois, lors de rencontres disputées sur un seul site. 
À partir de l'édition 2006-2007, avec l'augmentation du nombre de participants (qui permet à chaque pays d'envoyer deux représentants), le tournoi est divisé en deux phases :
- Une phase de poule, où les douze équipes sont réparties en quatre groupes de trois. Seul le premier de chaque groupe se qualifie pour la phase finale.
- Une phase finale, avec demi-finales et finale, jouées en matchs aller-retour.

En 2011, des quarts de finale (joués en un seul match) sont ajoutés à la phase finale, ce qui permet la qualification des deuxièmes de chaque groupe.

## Palmarès

### Palmarès par édition
| Année       | Vainqueur       | Finaliste     | Score             | Lieu                |
| ----------- | --------------- | ------------- | ----------------- | ------------------- |
| 1982        | Al-Arabi        | Riffa Club    | Championnat       |                     |
| 1983        | Al-Ettifaq      | Al-Arabi      | Championnat       |                     |
| 1984        | Non disputée    | Non disputée  | Non disputée      | Non disputée        |
| 1985        | Al-Ahli         | Al-Arabi      | Championnat       | Dubaï               |
| 1986        | Al-Hilal        | Al-Arabi      | Championnat       | Manama              |
| 1987        | Kazma           | Al-Hilal      | Championnat       | Koweït              |
| 1988        | Al-Ettifaq      | Kazma         | Championnat       | Charjah             |
| 1989        | Fanja Club      | Al-Muharraq   | Championnat       | Manama              |
| 1990        | Non disputée    | Non disputée  | Non disputée      | Non disputée        |
| 1991        | Al-Sadd         | Sharjah SC    | Championnat       | Doha                |
| 1992        | Al-Shabab       | Al-Hilal      | Championnat       | Mascate             |
| 1993        | Al-Shabab       | Al-Shabab     | Championnat       | Arabie saoudite     |
| 1994        | Al-Shabab       | Al-Arabi      | Championnat       | Koweït              |
| 1995        | Kazma           | Inconnu       | Championnat       | Émirats arabes unis |
| 1996        | Al Nasr Riyad   | Dhofar Club   | Championnat       | Bahreïn             |
| 1997        | Al Nasr Riyad   | Kazma         | Championnat       | Doha                |
| 1998        | Al-Hilal        | Riffa Club    | Championnat       | Mascate             |
| 1999        | Al-Ittihad      | Al-Salmiya    | Championnat       | Djeddah             |
| 2000        | Al-Qadsia       | Al-Hilal      | Championnat       | Koweït              |
| 2001        | Al-Ain          | Al-Ittihad    | Championnat       | Al Ain              |
| 2002        | Al-Ahli         | Al-Muharraq   | Championnat       | Manama              |
| 2003        | Al-Arabi        | Al-Muharraq   | Championnat       | Doha                |
| 2004        | Non disputée    | Non disputée  | Non disputée      | Non disputée        |
| 2005        | Al-Qadsia       | Al-Wasl       | Championnat       | Koweït              |
| 2006-2007   | Al-Ettifaq      | Al-Qadsia     | 1-0/1-1           | Aller-Retour        |
| 2007        | Al-Jazira       | Al-Ettifaq    | 0-2/3-1           | Aller-Retour        |
| 2008        | Al-Ahli         | Al Nasr Riyad | 1-0/2-0           | Aller-Retour        |
| 2009-2010   | Al-Wasl         | Qatar SC      | 1-1/2-2           | Aller-Retour        |
| 2011        | Al-Shabab       | Al-Ahli       | 2-3/2-0           | Aller-Retour        |
| 2012        | Al-Muharraq     | Al-Wasl       | 1-3/3-1 (5-4 tab) | Aller-Retour        |
| 2012-2013   | Baniyas         | Al-Khor       | 1-1/2-0           | Aller-Retour        |
| 2014        | Al Nasr Dubaï   | Saham Club    | 2-1               | Dubaï               |
| 2015        | Al Shabab Dubaï | Al-Seeb SC    | 1-1 (4-3 tab)     | Sib                 |
| 2016 à 2024 | Non disputée    | Non disputée  | Non disputée      | Non disputée        |
| 2024-2025   | Dohuk SC        | Al-Qadsia     | 0-0/2-1           | Aller-Retour        |

### Palmarès par club
| Équipe        | Victoires            |
| Al-Shabab     | 3 (1992, 2011, 2015) |
| Al-Ettifaq    | 3 (1983, 1988, 2007) |
| Al-Ahli       | 3 (1985, 2002, 2008) |
| Al-Shabab     | 2 (1993, 1994)       |
| Kazma         | 2 (1987, 1995)       |
| Al Nasr Riyad | 2 (1996, 1997)       |
| Al-Hilal      | 2 (1986, 1998)       |
| Al-Arabi      | 2 (1982, 2003)       |
| Al-Qadsia     | 2 (2000, 2005)       |
| Fanja Club    | 1 (1989)             |
| Al-Sadd       | 1 (1991)             |
| Al-Ain        | 1 (2001)             |
| Al-Jazira     | 1 (2007)             |
| Al-Wasl       | 1 (2010)             |
| Al-Muharraq   | 1 (2012)             |
| Baniyas       | 1 (2013)             |
| Al-Nasr       | 1 (2014)             |
| Dohuk SC      | 1 (2025)             |

### Palmarès par nation
| Nation              | Victoires |
| Arabie saoudite     | 12        |
| Émirats arabes unis | 8         |
| Koweït              | 6         |
| Oman                | 1         |
| Qatar               | 1         |
| Bahreïn             | 1         |
| Iran                | 1         |